# Mark Breland
Mark Anthony Breland (ur. 11 maja 1963 w Brooklynie) – amerykański bokser wagi półśredniej, mistrz olimpijski z Los Angeles (1984), mistrz świata z Monachium (1982), zawodowy mistrz świata organizacji WBA (1987, 1989–1990).
Dwukrotny mistrz Stanów Zjednoczonych w wadze półśredniej. W 1982 zdobył złoty medal, pokonując w finałowej walce Louisa Howarda. Rok później wywalczył tytuł po zwycięstwie w decydującym pojedynku z Jamesem Mitchellem.
W pierwszej połowie maja 1982 roku uczestniczył w mistrzostwach świata w Monachium. Najpierw pokonał Szweda Vesę Koskela, następnie Rumuna Mihaiego Ciobotaru i Węgra Jeno Danyiego. W półfinale zwyciężył reprezentanta RFN Manfreda Zielonkę, zaś w walce finałowej wygrał z Sierikiem Konakbajewem, zostając mistrzem świata.
W 1984 roku wystąpił w igrzyskach olimpijskich w Los Angeles. Zwyciężył najpierw Kanadyjczyka Waynea Gordona, następnie Carlosa Reyesa, Rudela Obreję i Genaro Léona. W półfinale pokonał Luciano Bruno, zaś w decydującej o złotym medalu walce wygrał z Koreańczykiem An Young-su, zostając mistrzem olimpijskim.
W latach 1984–1997 stoczył 39 walk na zawodowym ringu. Wygrał 35 z nich, w tym 25 przez nokaut. 6 lutego 1987 roku pokonał przez TKO Harolda Volbrechta, zostając mistrzem świata organizacji WBA w wadze półśredniej. Tytuł utracił 22 sierpnia, w wyniku porażki z Marlonem Starlingiem. Odzyskał go 4 lutego 1989, dzięki zwycięstwu nad Koreańczykiem Seung-Soon Lee. 8 lipca 1990 stracił mistrzowski pas na rzecz Aarona Davisa, z którym przegrał przez KO.